# Copeia
Copeia – recenzowane czasopismo naukowe publikujące prace dotyczące ryb, płazów i gadów – w szczególności poruszających tematy takie, jak ekologia, ochrona, taksonomia, ewolucja, biogeografia, filogeografia i fizjologia. W ciągu roku ukazują się cztery numery magazynu – w lutym, maju, sierpniu i grudniu. Impact factor czasopisma wynosi 1,101, co plasuje „Copeię” na 70. spośród 146 czasopism zoologicznych notowanych w 2011 roku na liście Institute for Scientific Information. „Copeia” ukazuje się od grudnia 1913 roku – jej nazwa honoruje amerykańskiego paleontologa i zoologa Edwarda Drinkera Cope'a.